# Fissistigma ellipticum
Fissistigma ellipticum (King) Debika Mitra – gatunek rośliny z rodziny flaszowcowatych (Annonaceae Juss.). Występuje naturalnie w indyjskim stanie Asam. 

## Morfologia
PokrójZimozielone i zdrewniałe liany. Młode pędy są owłosione.
LiścieMają eliptyczny kształt. Mierzą 17–28 cm długości oraz 9–14 cm szerokości. Są lekko owłosione od spodu. Nasada liścia jest sercowata. Blaszka liściowa jest o tępym lub spiczastym wierzchołku. Ogonek liściowy jest mniej lub bardziej owłosiony i dorasta do 10–15 mm długości.
KwiatyZebrane po kilka w wierzchotki, rozwijają się w kątach pędów. Działki kielicha mają owalny kształt, są owłosione, zrośnięte u podstawy, dorastają do 2–3 mm długości. Płatki mają owalnie podłużny kształt i osiągają do 4–10 mm długości. Kwiaty mają owłosione słupki o równowąskim kształcie i długości 2 mm.

## Biologia i ekologia
Kwitnie w marcu.